# عبد الفتاح حياصات
عبد الفتاح عبد الحليم حياصات (1938 - 25 فبراير 1993) شاعر أردني. ولد في السلط. تخرّج من كلية الحسين، 1957. عمل في الحقل التربوي مدّة، ثمّ في وزارة الإعلام، ثم عيّن مديرًا لمتحف الحياة السياسة بأمانة عمّان. تولّى منصب الأمين العام لاتحاد الكتاب والأدباء الأردنيين. نشر شعره في عدد من الصحف والمجلات العربية وله مجموعتاه الشعريّتان «شجون وتأمّلات» و«زفرات موجعة» مخطوطتين.

## سيرته
ولد عبد الفتاح عبد الحليم حياصات في سنة 1938م/1357 هـ في مدينة السلط الأردنية. أنهى دراسته الثانوية في عمّان، وتخرّج في كلية عمّان سنة 1957. تنقّل بين وظائف عدّة، فعمل مدرّساً، ثم موظفاً في مؤسّسة الموانئ، ثم انتقل إلى الإذاعة الأردنية، ثم عُيّن مديراً للعلاقات العامة في شركة البوتاس العربية، ثم في متحف الحياة السياسية التابعة لأمانة عمان الكبرى.

تولّى منصب الأمين العام لاتحاد الكتاب والأدباء الأردنيين قبيل وفاته، وشارك في العديد من الندوات والمؤتمرات والأدبية داخل الأردن وخارجه، منها مهرجان أم المعارك في العراق. أحيا أمسيات شعرية في الصين خلال زيارته لها. 

نشر شعره في العديد من الصحف ونظم قصائد شعبية، وقصائد مغناة باللهجة المحكية. لم يترك أعمالاً مطبوعة، وله مجموعتاه الشعريّتان شجون وتأمّلات وزفرات موجعة مخطوطتين.

توفي في 25 فبراير 1993 /4 رمضان 1413.